# Arytera novaebrittanniae
Arytera novaebrittanniae là một loài thực vật có hoa trong họ Bồ hòn. Loài này được H.Turner mô tả khoa học đầu tiên năm 1993.